# 2026-os UEFA-bajnokok ligája-döntő
A 2026-os UEFA-bajnokok ligája-döntő az európai labdarúgó-klubcsapatok legrangosabb tornájának 34., jogelődjével együttvéve a 71. döntője. A mérkőzést 2026. május 30-án játsszák a budapesti Puskás Arénában.
A győztes részt vesz a 2026-os UEFA-szuperkupa döntőjében, ahol az ellenfele a 2025–2026-os Európa-liga győztese lesz, továbbá részvételi jogot szerez a 2026-os FIFA Interkontinentális kupára és a 2029-es FIFA-klubvilágbajnokságra is. A győztes automatikusan a 2026–2027-es UEFA-bajnokok ligája alapszakaszában kerül.

## Pályázatok
Az UEFA 2023. május 17-én nyitotta meg párhuzamosan a 2026-os és a 2027-es döntőre vonatkozó pályázati eljárást. A pályázók csak az egyik vagy mindkét döntőre is pályázhattak. A pályázatban szereplő helyszínnek természetes füves pályát kellett tartalmazniuk, és az UEFA négyes kategóriájú stadionnak kellett lenniük, legalább 70 000 bruttó befogadóképességgel, 10% toleranciával. A pályázati eljárás ütemterve a következő volt:
- 2023. május 17.: hivatalos pályázati felhívás.
- 2023. július 17.: a pályázati szándék bejelentésének határideje.
- 2023. július 26.: az ajánlattételi követelmények az ajánlattevők rendelkezésére bocsátása.
- 2023. november 15.: az előzetes ajánlattételi dokumentáció benyújtása.
- 2024. február 21.: a végleges ajánlattételi dokumentáció benyújtása.
- 2024. május 22.: a rendező kijelölése.

A pályázati szándék bejelentésének határidejéig a Magyar Labdarúgó-szövetség (MLSZ) és az Olasz labdarúgó-szövetség (FIGC) jelezte, hogy pályázni kíván. Az MLSZ a budapesti Puskás Arénával, a FIGC a milánói San Siróval mindkét döntőre pályázott. Az UEFA Végrehajtó Bizottsága a Dublinban 2024. május 22-én tartott ülésén a Puskás Arénát jelölte ki a 2026-os döntő helyszínéül. A 2027-es döntő helyszínéről nem döntöttek a San Siro átépítése miatt, ezt a döntést 2024 szeptemberére halasztották.